# Voces Nordicae
Voces Nordicae är en Stockholmsbaserad vokalensemble som bildades 1999 av den danska kördirigenten Lone Larsen, som allt sedan dess är dess konstnärliga ledare. Voces Nordicaes repertoar spänner över många genrer – renässans, nutida svensk körmusik, folkmusik, improvisation, jazz med mera. Voces Nordicae blev av Rikskonserter utsedd till Årets kör 2008 och gjorde i samband med det föreställningen Flight and falling tillsammans med koreografen Birgitta Egerbladh.
Voces Nordicae jobbar oftast med sceniska föreställningar där man sjunger all repertoar utantill.
Voces Nordicae har turnerat flitigt och deltagit i körtävlingar och vunnit förstapriser i Tolosa 2004, Masmechelen 2005 och Tours 2006.
Flera kompositörer har skrivit musik direkt för ensemblen, bland andra Kjell Perder, Olle Lindberg,  Gunnar Eriksson och Ola Gjeilo.

## Diskografi
- 2003 – Nordic Voices
- 2006 – Time is Now
- 2011 – What is Life?
- 2011 – The Magic Paintbrush